# Pliciloricus
Pliciloricus là một chi sinh vật biển trong họ Pliciloricidae, ở ngành Loricifera được mô tả bởi Higgins & Kristensen, 1986.